# Stanislaus-Mausoleum (Krakau)

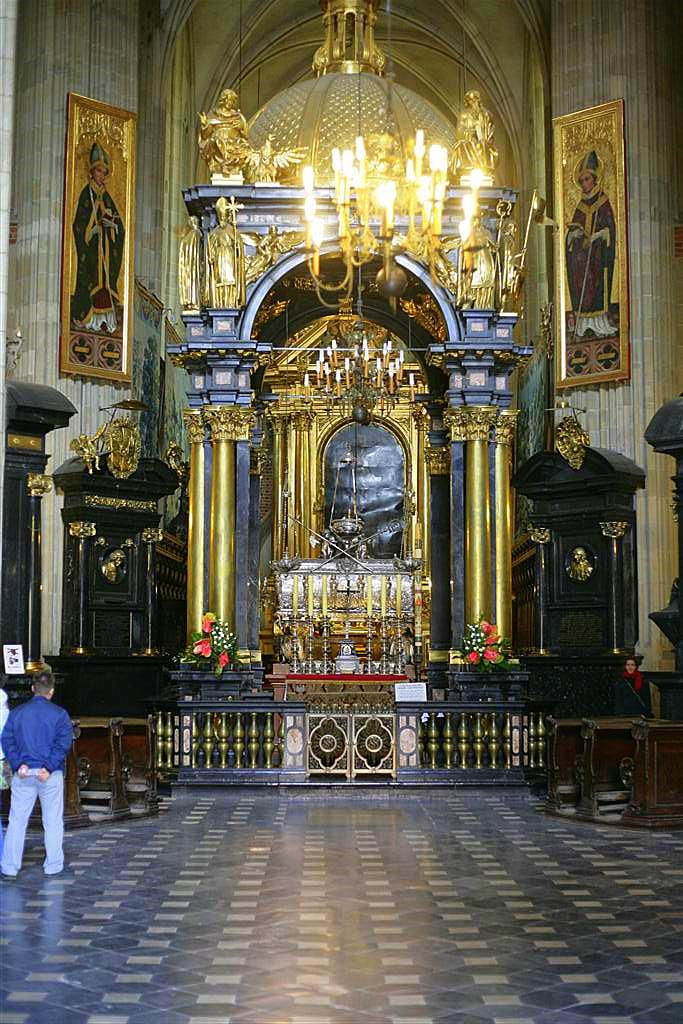
Mausoleum

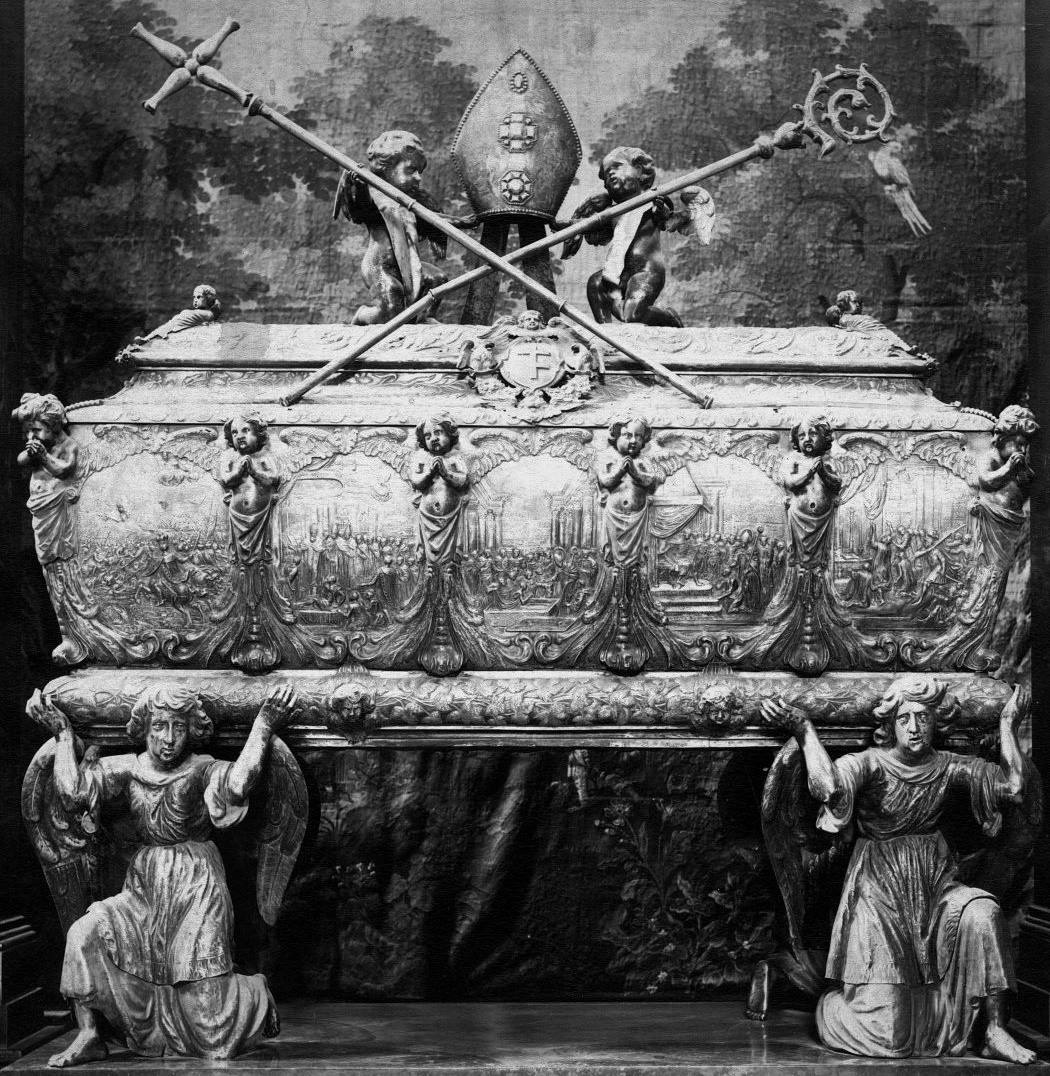
Sarkophag

Das Stanislaus-Mausoleum, auch Stanislaus-Altar, in der Wawel-Kathedrale in Krakau ist die Grablege des heiligen Krakauer Bischofs Stanislaus.

## Geschichte
Im Jahr 1184 wurden hier in der Mitte der Wawel-Kathedrale die Reliquien des heiligen Florian und im Jahr 1254 die Reliquien des heiligen Stanislaus beigesetzt. Die ersten Altäre für den heiligen Stanislaus wurden hier in gotischer Form ab dem 14. Jahrhundert von drei polnischen Königinnen gestiftet. An den Arbeiten war unter anderem der Goldschmied Martin der Jüngere beteiligt. Das heutige Mausoleum wurde in den Jahren 1626 bis 1629 errichtet. Stifter war der Krakauer Bischof Marcin Szyszkowski und die Könige des Hauses Wasa. Das Projekt entwarf Giovanni Battista Trevano. Während der Schwedischen Sintflut wurde der Sarkophag von den Schweden geraubt und eingeschmolzen. Für den Raub wurden die Juden aus Kazimierz verantwortlich gemacht, die jüdische Gemeinde musste 10.000 Gulden Schadensersatz leisten. Den neuen Sarkophag von 1669 bis 1670 schuf Peter von der Rennen. Später kamen an den vier Ecken die barocken Grabmäler der Krakauer Bischöfe Marcin Szyszkowski von Giovanni Battista Trevano, Piotr Gembicki von Giovanni Francesco Rossi, Jan Małachowski und Kazimierz Łubieński von Kacper Bażanka. Unter dem Mausoleum befindet sich die Bischofskrypta.